# 英夫利西单抗
英夫利西單抗（INN：infliximab），商品名类克（Remicade），是一种用于治疗多种自身免疫性疾病的嵌合单克隆抗体。适应证包括克隆氏症、潰瘍性結腸炎、類風濕性關節炎、強直性脊柱炎、乾癬、乾癬性關節炎和貝賽特氏症。通常以每隔6到8週，以緩慢靜脈注射方式給藥一次，也可透過皮下注射給藥。
英夫利西单抗常见的副作用包括免疫力下降、感染、细胞因子释放综合征（急性输液反应）和腹痛。该药是一种嵌合单克隆抗体生物制剂。它通过与TNF-α结合并使其失活，防止它与细胞上的受体相互作用。TNF-α是一种化學信使（细胞因子），是自身免疫反应的关键部分。
英夫利西單抗最初是在小鼠體內開發，作為一種抗體。由於人類對小鼠蛋白質會發生免疫反應，因此將小鼠的常見結構域替換為相似的人類抗體結構域。這些單株抗體具有相同的結構和對靶標的親和力。由於它們是小鼠和人類抗體氨基酸序列的組合，因此稱為"嵌合單株抗體"。
英夫利西單抗於1998年獲得美國食品藥物管理局 (FDA) 批准用於醫療用途，並於1999年8月在歐盟獲得批准。英夫利西單抗的生物相似藥已在歐盟 (2013年)、日本 (2014年) 和美國 (2016年、2017年及2019年) 獲得批准。它已列入世界衛生組織基本藥物標準清單之中。

## 醫學用途

### 克隆氏症
克隆氏症有三種表現型（疾病類別）：狹窄性疾病（導致腸道狹窄）、穿透性疾病（導致瘻管形成或腸道異常連接）和發炎性疾病（引起發炎）。

#### 瘻管形成病
英夫利西單抗於1999年首次用於將克隆氏症產生的瘻管閉合。在一項涉及94名患者參與的II期臨床試驗中，研究人員發現英夫利西單抗可有效閉合56-68%患者的皮膚和腸道之間的瘻管。[27] 一項名為ACCENT 2（ACCENT為Anti-TNF Therapy for Crohn's Disease Studies（抗TNF治療克隆氏症研究）的縮寫）的大型III期臨床試驗，共涉及296名患者，顯示英夫利西單抗在維持瘻管閉合方面也能發揮作用，接受初始3劑英夫利西單抗治療的全部患者中，近3分之2在14週後出現治療反應，36%的患者在一年後維持瘻管閉合，而接受安慰劑治療的患者僅有19%維持瘻管閉合。此III期的結果讓藥物得以取得FDA核准，用以治療瘻管形成病。

#### 發炎疾病
英夫利西單抗已用於誘導和維持發炎性克隆氏症的緩解。在多中心的大型ACCENT 1試驗中，發現接受英夫利西單抗治療並對其有初始反應的患者中，有39-45%在30週後仍維持緩解，而接受安慰劑治療的患者僅有21%維持緩解。這次試驗還顯示接受英夫利西單抗治療的患者的平均緩解維持時間為38至54週。接受安慰劑治療的患者僅維持21週。
克隆氏症患者在疾病靜止期之間會出現疾病爆發。針對嚴重的爆發通常會用類固醇藥物治療，但類固醇會產生許多不良副作用，因此現在一些胃腸病學家主張使用英夫利西單抗作為緩解病情的第一線藥物。這被稱為自上而下（即一開始就使用較強效的藥物）的治療方法。

### 潰瘍性結腸炎
英夫利西單抗靶向TNF，而TNF被認為與Th1細胞因子更為相關。潰瘍性結腸炎被認為是一種Th2細胞因子導致的疾病，因此英夫利西單抗的作用會有限。然而根據Paul Rutgeerts和William Sandborn兩位於2005年進行的兩項大型臨床試驗結果，目前潰瘍性結腸炎患者已開始接受英夫利西單抗治療。在急性潰瘍性結腸炎治療兩次試驗 (ACT1和ACT2) 中對英夫利西單抗在此病症中的效用，評估結果顯示治療一年的患者中有44-45%對該藥物保持反應，而接受安慰劑治療的患者為21%。接受治療兩個月時，使用英夫利西單抗的患者的反應率為61-69%，使用安慰劑的患者為31%。

### 乾癬性關節炎
針對乾癬性關節炎 (PsA)，如英夫利西單抗的TNF抑制劑（腫瘤壞死因子抑制劑）可改善症狀和體徵。在眾多治療PsA的藥物中，環孢素和英夫利昔單抗因其療效較佳，且有更充足的臨床數據支持。根據針對治療強直性脊柱炎的研究顯示，英夫利昔單抗、依那西普和阿達木單抗等生物製藥，在治療中度至重度活動性軸向型乾癬性關節炎方面，具有顯著療效（尤其是對於傳統藥物治療無效的患者）。抗TNF藥物（英夫利昔單抗和依那西普）比傳統藥物更能有效治療著骨點炎。結果顯示英夫利西單抗可有效治療PsA中的指趾炎（也稱香腸指 - sausage digit）。

### 其他
英夫利西單抗被批准用於治療強直性脊柱炎、乾癬性關節炎、乾癬、類風濕性關節炎。
英夫利西單抗也受仿單標示外使用，於治療貝賽特氏症。
英夫利西單抗是治療復發性多軟骨炎最常用的生物製藥。雖然約一半的患者接受此治療後，病情有所改善，但仍有部分患者出現感染，甚至發生死亡的案例。
臨床經驗顯示英夫利昔單抗在治療多種發炎性皮膚病方面具有潛力。FDA於2006年9月批准此藥物用於治療成人慢性嚴重斑塊狀乾癬。
英夫利西單抗已被用於治療難治性結節病（在其他治療無效的情況下）。
英夫利西單抗已在治療慢性阻塞性肺病 (COPD) 方面進行測試，但並無證據顯示其有效，反而可能有害。
英夫利西單抗適用於類固醇難治性檢查點抑制劑誘發性結腸炎，使用劑量為5至10毫克/公斤。
研究顯示，對於對傳統的靜脈注射免疫球蛋白治療無效的川崎氏病患者，英夫利昔單抗是一種安全有效的替代療法，能更迅速退燒，並減少嚴重副作用，如溶血性貧血。

## 不良反應
英夫利西單抗會產生不良反應，有些會危及生命，常見於TNF抑制劑類藥物（也包括依那西普和阿達木單抗）。其中一些最嚴重的不良反應為：
- 嚴重感染
- B型肝炎再活化
- 結核病再活化[42]
- 致死性肝脾T細胞淋巴瘤（英语：hepatosplenic T-cell lymphoma）（通常僅在與巰嘌呤聯合使用時發生）
- 藥物誘發性紅斑狼瘡（英语：Drug-induced lupus erythematosus）
- 脱髓鞘質性中樞神經系統疾患
- 乾癬和類乾癬性皮膚損傷
- 新發生的白癜風

已有報告，顯示使用英夫利西單抗會出現白血球減少症、嗜中性白血球低下症、血小板減少症和全血細胞減少症（有些會致命）。FDA已要求在英夫利西單抗的藥物標籤中加入黑框警告，提醒醫師對使用的患者進行更嚴格的監控。FDA已向醫生發出警告，表明使用英夫利西單抗和其他TNF抑制劑的兒童和青少年，在罹患淋巴瘤和其他癌症的風險會增加。
為避免使用者對英夫利西單抗產生抗藥性，而影響治療效果，建議採用維持療法而非間歇性或零星式治療。英夫利西單抗與胺甲蝶呤（一種抑制免疫系統的抗葉酸劑）聯合治療，已被證明可降低類風濕關節炎患者體內形成抗藥性。而與其他免疫抑制劑聯合治療已被證明可降低克隆氏症患者體內形成這些抗藥性的可能。
在英夫利西單抗適應症中，並非所有疾病都需用到免疫抑制劑，且無差別性使用其他免疫抑制劑會帶來風險。

## 藥理學
英夫利西單抗是一種經純化、重組DNA衍生的嵌合人-鼠免疫球蛋白G單株抗體，由小鼠重鏈和輕鏈可變區與人類重鏈和輕鏈恆定區組成。藥物的生物半衰期為9.5天，在輸注治療後8週內在用者血清中仍可檢測到。
英夫利西單抗通過與可溶性（自由漂浮在血液中）和跨膜（位於T細胞和類似免疫細胞的外膜上）形式的TNF進行高親和力結合，將TNF的生物活性中和，並抑制或阻止TNF與其受體的有效結合。英夫利西單抗和阿達木單抗（另一種TNF抑制劑）屬於"抗TNF抗體"亞類（它們的分子結構和功能與人體自然產生的抗體相似），且能夠中和所有形式（細胞外、跨膜和受體結合）的TNF。第3種TNF抑制劑 - 依那西普屬於不同的亞類（受體-構建融合蛋白），由於其為修飾形式，不能中和受體結合的TNF。抗TNF抗體 (如阿達木單抗和英夫利西單抗) 主要通過中和TNF來抑制發炎，而受體融合蛋白（如依那西普）則通過融合作用，阻斷TNF受體來達到相同目的。
其他靶向TNF的單株抗體有戈利木單抗和賽妥珠單抗。依那西普也結合並抑制TNF的作用，但它不是單株抗體，而是TNF受體和抗體恆定區的融合體。

## 歷史
希臘籍生物學家喬治·可利亞斯及其同事在轉基因動物模型的原理證明研究中，首先證明TNF在類風濕關節炎發展中有重要作用。
英夫利西單抗由服務於紐約大學醫學院的Junming Le（生於1940年）和Jan Vilček（生於1933年）兩位，以及與Centocor生物科技（Centocor Biotech, Inc，現改名為Janssen Biotech, Inc.，為楊森製藥下屬公司）合作開發。

## 社會與文化

### 銷售
Remicade在美國由Janssen Biotech, Inc.負責銷售，在日本由三菱田邊藥業銷售，在中國由西安楊森（Xian Janssen）銷售，而在其他地區則由先靈葆雅（現為默克藥廠的下屬公司）銷售。

### 生物相似藥
美國藥廠Hospira 和韓國藥廠兩者均取得歐洲藥品管理局 (EMA) 人用藥品委員會 (CHMP) 的正面意見，可在歐盟銷售。Celltrion的Remsima於2013年9月獲得27個歐盟國家和3個歐洲經濟區 (EEA) 國家的上市許可 (MAA)。Hospira的Inflectra於2013年9月獲准在歐盟使用，Remsima於2013年10月獲准在歐盟使用。 
Remsima於2014年7月獲得日本的上市許可。
印度Epirus Biopharmaceuticals生產的英夫利西單抗生物相似藥（品牌名稱Infimab，試驗名稱BOW015）獲得醫療使用批准。
FDA於2016年4月批准Celltrion/Hospira/輝瑞公司生產的Inflectra（英夫利西單抗-dyyb）。
FDA於2017年4月批准Samsung Bioepis Co., Ltd.生產的Renflexis（英夫利西單抗-abda）。
美國百健公司發佈另一種生物類似藥（Flixabi），已在德國、英國和荷蘭獲得批准。Flixabi於2016年5月獲准在歐盟使用。
Ixifi（英夫利西單抗-qbtx）於2017年12月在美國獲得批准。
Zessly於2018年5月獲准在歐盟使用。
Avsola（英夫利西單抗-axxq）於2019年12月在美國獲得批准。
Avsola於2020年3月獲得加拿大的醫療使用批准。
Ixifi於2021年12月獲得加拿大的醫療使用批准。

### 取得
英夫利西單抗以無菌白色凍乾粉形式供應，因此必須由醫療保健專業人員調製後給藥，通常是在醫院或診所中進行。此藥物在美國通常由重大醫療保險而非處方藥保險承擔。治療分為誘導期和維持期。誘導期通常在治療開始後的6週內完成（需密集用藥，於第0、2及6週進行注射），之後進入維持治療階段。不同疾病的維持治療頻率略有不同。 
在英國，如果滿足以下3個條件，克隆氏症患者可從國民保健署 (NHS) 獲得英夫利西單抗治療：患者患有嚴重活動性克隆氏症、CDAI評分為300或更高及未對免疫調節藥物和皮質類固醇激素有反應，且不適合手術治療。該藥物自2015年2月起也被批准用於治療其他治療無效的潰瘍性結腸炎。
在澳大利亞，如果克隆氏症患者對常規治療無反應且病情嚴重，則可經由澳大利亞藥品福利計畫（PBS）獲得英夫利西單抗來治療。
嬌生公司在其2013年年度報告中指出，Remicade約佔公司2013年度總收入（702.91億美元）的9.4%。
Celltrion所產的另一種生物相似藥Zymfentra於2023年10月獲得FDA批准用於醫療用途。

## 外部連結
- 维基共享资源上的相關多媒體資源：英夫利西单抗